# 김은준
김은준(1964년 1월 20일~)은 대한민국의 신경생물학자이자, 교수이다.

## 생애
현재 한국과학기술원 생명과학과 석좌교수/ 기초과학연구원 시냅스 뇌질환 연구단장으로 재직중이다. 또한 국외 다수의 주요학술지
(eLife/Molecules and Cells/NeuroSignals/Molecular Brain/ Frontiers in Molecular Neuroscience)의 편집장 및 부편집장을 맡고 있다. 1986년 부산대 약학과를 나와, 1988년 한국과학기술원에서 석사학위를 받고, 1994년 미국 Michigan State University(MSU)에서 박사학위를 받은 후 Harvard Medical School에서 Postdoc으로 근무하였다. 귀국 후에는 1997년부터 교수로 재직하면서 연구와 교육에 열정을 쏟고 있다.

## 주요업적
- 2012. 7 - 현재 기초과학연구원 시냅스 뇌질환 연구단단장
- 2011. 5 - 현재 한국과학기술원 석좌교수
- 2010. 1 - 현재 한국과학기술한림원 정회원
- 2003. 7 - 2012. 5 한국과학기술원 시냅스 생성창의연구단 단장
- 2000. 3 - 현재 한국과학기술원 생명과학과 조교수, 부교수, 교수
- 1997. 3 - 2000. 2 부산대학교 전임강사, 조교수
- 1991. 9 - 1994.12 미시간주립대학교(MSU) 연구조원 (RA)
- 1988. 3 - 1991. 8 한국생명공학연구원 유전자은행연구원

## 주요논문
- Nature 게재 (2012)

Autistic-like social behavior in Shank2-mutant mice improved by restoring NMDA receptor function. Nature. 486:261-265. 2012.)Nature 지에 2012년에 게재한 "Autistic-like social behavior in Shank2-mutant mice improved by restoring NMDA receptor function. Nature. 486:261-265. 2012.)"의 연구결과는 생크2 유전자 결손으로 생기는 NMDA 수용체 기능 저하가 바로 자폐증을 일으키는 원인이라는 사실을 밝혀냈다. 이번 연구는 동물실험 차원이지만, 반복행동뿐만 아니라 자폐증의 주요한 증상인 사회성 결핍도 약물을 통해 충분히 개선할 수 있다는 사실을 새롭게 증명했으며, 자폐 치료의 가능성을 제시했다는 점에서 세계 의학계와 과학계에 큰 주목을 받고 있다.
- Nature Medicine 게재 (2011)

GIT1 is associated with attention deficit/hyperactivity disorder (ADHD) and ADHD-like behaviors in mice. Nature Medicine 17:566-572. 2011.Nature Medicine 지에 2011년에 게재한 "GIT1 is associated with attention deficit/hyperactivity disorder (ADHD) and ADHD-like behaviors in mice. Nature Medicine 17:566-572. 2011."의 연구결과는 ADHA 주의력 결핍, 과잉행동, 충동성을 나타내는 흔한 뇌정신질환이다. 이 연구에서는 인간에서 GIT1와 ADHD 사이의 유전적인 상관관계를 밝혀냈고, 생쥐에서 GIT1 유전자를 결손시키자 흥분-억제 균형이 무너져 ADHD와 유사한 행동이 나타났다. GIT1 결손 생쥐는 ADHD 연구를 위한 새로운 생쥐모델로, GIT1 유전자
는 ADHD 진단 과 치료에 활용할 수 있을 것으로 기대하는 연구내용이다.

## 수상
- 2018 아산의학상, 아산사회복지재단[1][2][3]
- 2014 KAIST 대표 우수성과 10선/KAIST[4]
- 2013 포스코 청암상/포스코청암재단[5]
- 2012 생명과학상/한국분자세포생물학회[6][7]
- 2012 인촌상/인촌기념회 및 동아일보사[8][9]
- 2011 학술대상/KAIST[10]
- 2005 BPS Award 생명약학 우수논문상/ 생명약학회
- 2005 젊은과학자상/한국과학기술한림원
- 2004 Young Investigator Award, Korean Ministry of Science and Technology
- 2003 학술상/KAIST
- 1991 Korean Government Overseas Scholarship, Ministry of Education

## 같이 보기
- 로더릭 매키넌